# مکس فیگمن و لولیتا رابرتسون
مکس فیگمن (انگلیسی: Max Figman؛ ‏۹ مارس ۱۸۶۶ – ۱۳ فوریهٔ ۱۹۵۲) و لولیتا رابرتسون (انگلیسی: Lolita Robertson؛ ‏۷ مارس ۱۸۸۸ – ۱ مه ۱۹۵۹) زن و شوهری بودند که در کنار هم در شماری از نمایش‌های برادوِی و همچنین فیلم‌های کوتاه صامت نقش‌آفرینی کردند. مکس فیگمن ۲۲ سال بزرگتر از همسرش بود اما این زوج زندگی موفق طولانی‌مدتی داشتند و تا زمان مرگ مکس در سال ۱۹۵۲ به یکدیگر وفادار ماندند. آنها دو فرزند داشتند و مکس فیگمن در یک خانهٔ سالمندان در کویینز در سن ۸۵ سالگی درگذشت. این زوج در تشکیل شرکت فیلم‌سازی لَسکی در سال ۱۹۱۴ نقش داشتند که بعدها تبدیل به شرکت فیلم‌سازی پارامونت پیکچرز شد.
از فیلم‌هایی که این زوج در آن‌ها نقش‌آفرینی نمودند، می‌توان به ماجراهای جدید جی. روفوس والینگفورد و مردی درجعبه اشاره نمود.